# Анардарра (город)
Анардарра (дари اناردره) — город в Афганистане, административный центр одноимённого района в провинции Фарах. Расположен в ущелье одноимённой реки.
Согласно справочнику по Афганистану, выпущенному в 1871 г. Ч. М. Макгрегором, в Анардарре в это время было около тысячи домов, а её население составляли преимущественно таджики. Основными занятиями их было разведение фруктовых садов, в особенности гранатовых (само название Анардарра образовано от слова «гранат»), и торговые перевозки между Кандагаром и Гератом. Другие источники конца XIX века также подчёркивают успешное разведение в Анардарре гранатов и указывают на их экспорт в Индию.